# إستفان غلياس (كرة يد)
إستفان غلياس (بالمجرية: Gulyás István)‏ مواليد 2 أبريل 1968، هو لاعب كرة يد مجري معتزل تحول إلى التدريب بعد الاعتزال. مثل منتخب المجر لكرة اليد.

## سجل المنافسة
شارك في البطولات التالية:
- بطولة العالم لكرة اليد للرجال 1995
- بطولة العالم لكرة اليد للرجال 1997
- بطولة العالم لكرة اليد للرجال 1999
- بطولة أوروبا لكرة اليد للرجال 1994
- بطولة أوروبا لكرة اليد للرجال 1998

## الإنجازات
- الدوري المجري لكرة اليد:
  - الفوز: 1992، 1993، 1994، 1995، 1997، 1998، 1999
- كأس أبطال الكؤوس الأوروبية لكرة اليد:
  - الفوز: 1992
  - النهائي: 1993، 1997

## روابط خارجية
- إستفان غلياس على موقع الاتحاد الأوروبي لكرة اليد (الإنجليزية)